# Cowley (Oxfordshire)
Pour les articles homonymes, voir Cowley.
Cowley (/ kaʊlɪ /) est une zone résidentielle et industrielle qui forme une petite agglomération rattachée au grand Oxford, en Angleterre. 
Les localités voisines de Cowley sont Oxford au nord-ouest, Rose Hill et Blackbird Leys au sud, New Headington au nord et les villages d'Horspath et de Garsington à l'est.
C'est à Cowley qu'est établie l'usine d'Oxford, le centre de montage de la Mini produite par le groupe allemand BMW.